# National Instruments
National Instruments (NI) es una empresa fundada en 1976 por James Truchard, Bill Nowlin y Jeff Kodosky en Austin, Texas.
Comenzaron en el garaje de James Truchard trabajando en productos relacionados con GPIB. En la década de los 80 crearon su principal producto: LabVIEW. Desde entonces la empresa se dedica al desarrollo y venta de productos de software, hardware y servicios. Sus mercados tradicionales son los campos de adquisición de datos, control de instrumentos e instrumentación virtual. En los últimos años también ha extendido su negocio a sistemas de comunicaciones y sistemas embebidos, en buena parte apoyándose en las arquitecturas PXI y CompactRIO.
Electronics Workbench es una empresa subsidiaria de National Instruments que produce Multisim, un programa de diseño y análisis de circuitos electrónicos.

## Competidores
En función del mercado vertical en el que se aplica la tecnología, aparecen múltiples empresas con las que podría compararse sus objetivos técnico-comerciales.
- en Instrumentación electrónica: Agilent (Hewlett Packard)
- en control y Automatización industrial: Siemens
- en matemática y Simulación: The MathWorks
- en Control y Simulación: dSPACE